# Bakcell Arena
El Bakcell Arena anteriormente estadio 8 Km es un estadio de fútbol situado en Bakú, la capital de Azerbaiyán y propiedad del club de fútbol local Neftchi Baku PFK. El estadio tiene una capacidad aproximada para 11 000 espectadores sentados.
El estadio fue una de las principales sedes de la Copa Mundial Femenina Sub-17 de la FIFA 2012, en el que se disputaron los juegos de cuartos de final y los dos partidos de semifinales.
El estadio es alternativa del Estadio Tofiq Bəhramov para partidos de la Selección de fútbol de Azerbaiyán.